# Exposed (альбом)
Exposed — двойной концертный альбом Майка Олдфилда, выпущенный в 1979 году.

## Об альбоме
С марта по апрель 1979 года прошёл первый в жизни Майка Олдфилда европейский концертный тур, записи которого стали основой для альбома «Exposed». Для Олдфилда, который длительное время боялся сцены, тур и альбом стали своеобразным подтверждением миру, что он готов к «раскрытию» («exposed» переводится с английского языка как «открытый, незащищённый»).
По мнению рецензента Allmusic Стивена Макдональда, альбом звучит «иногда замечательно, иногда напыщенно».

## Список композиций
1. Incantations (Parts 1 & 2) 26:31
2. Incantations (Parts 3 & 4) 20:50
3. Tubular Bells (Part 1) 28:42
4. Tubular Bells (Part 2) 12:00
5. Guilty 5:37

## Чарты
| Чарт (1979)                      | Место |
| -------------------------------- | ----- |
| Германия (Offizielle Top 100)    | 43    |
| Великобритания (UK Albums Chart) | 16    |